# تميم القباطي
تميم القباطي (بالإنجليزية: Tameem Al-Kubati)‏ (و 1989م) هو لاعب تايكوندو من اليمن. ولد في صنعاء، وشارك في ألعاب أولمبية صيفية 2012 ودورة الألعاب الآسيوية 2010.

## روابط خارجية
- تميم القباطي على موقع TaekwondoData.com (الإنجليزية)
- تميم القباطي على موقع أوليمبيديا (الإنجليزية)